# Avimimidae
Avimimidae is een familie van dinosauriërs. De naam is in onbruik geraakt; men gebruikt nu meestal Oviraptoridae.
Koerzanow creëerde in 1981 de familie Avimimidae om Avimimus portentosus in onder te brengen. Indertijd was het namelijk nog de gewoonte iedere nieuwe soort bij een taxon "familie" in te delen; ontbrak een passende familie dan maakte men er meteen eentje aan. Later is de groep nooit als klade gedefinieerd en er zijn ook nooit andere soorten bij de familie ondergebracht. Huidig onderzoek deelt Avimimus gewoon in bij de klade die een bepaalde analyse aanwijst. De naam is daardoor overbodig en in onbruik geraakt, hoewel zij nog weleens opduikt in stambomen waarbij men zich niet wil vastleggen op een bepaalde hypothese over de verwantschap van Avimimus met andere leden van de Oviraptorosauria.